# Phil Babb
Philip Andrew Babb (* 30. November 1970 in Lambeth) ist ein in England geborener ehemaliger irischer Abwehrspieler der in seiner Karriere über 300 Ligaspiele in England und Portugal bestritt.

## Karriere

### Im Verein
Babb begann seine Karriere in den Jugendmannschaften von Newcastle United und des FC Millwall. 1990 begann er bei Bradford City seine Profikarriere, bevor er im Juli 1992 zu Coventry City wechselte. Nach nur zwei Spielzeiten, gab Babb seinen Wechsel zum FC Liverpool bekannt. Liverpool bezahlte eine damalige Rekordablöse für Abwehrspieler in England. In seiner Zeit beim FC Liverpool gelang ihm nur ein einziges Ligator, ausgerechnet gegen seinen vorherigen Verein. Nach einer kurzen Leihe zu den Tranmere Rovers wechselte Babb ablösefrei zum portugiesischen Spitzenklub Sporting Lissabon. Nach zwei Jahren in Portugal unterzeichnete Babb einen Vertrag beim AFC Sunderland, bei dem er schließlich seine Karriere beendete.

### In der Nationalmannschaft
Insgesamt spielte Babb 35-mal für die irische Fußballnationalmannschaft, mit der er auch an der Weltmeisterschaft 1994 teilnahm. Im August 2000 wurde Babb zusammen mit seinem Nationalmannschaftskollegen Mark Kennedy vom Trainingslager ausgeschlossen, nachdem diese betrunken beim Training erschienen waren.